# جايسون كاسيدي
جايسون كاسيدي (بالإنجليزية: Jason Cassidy)‏ هو كاتب أغاني أمريكي، ولد في 17 يوليو 1977 في هيوستن في الولايات المتحدة.

## وصلات خارجية
- الموقع الرسمي